# Les Faucheurs
Pour plus de détails, voir Fiche technique et Distribution.
Les Faucheurs (The Deaths of Ian Stone) est un film d'horreur britannique réalisé par Dario Piana sur le scénario de Brendan Hood, mettant en scène Mike Vogel, Jaime Murray et Christina Cole. Distribué par After Dark Films, ce film est sorti aux festivals en 2007.
Resté inédit en France, ce film est commercialisé en DVD/Blu-ray, le 18 août 2009.

## Synopsis
Ian Stone, jeune homme d'affaires américain, se rend en Angleterre pour un rendez-vous avant de se trouver pris au piège dans une mystérieuse réalité où, chaque jour, il meurt d'une mort atroce faite par un tueur inconnu, une terrifiante créature aspirant les âmes et se nourrissant des peurs, jusqu'à son éveil dans de différents endroits et, d'après un conseil amical d'au-delà, doit protéger une certaine Jenny Walker.
Pour comprendre tout ce mystère inexpliqué, Ian Stone décide d'aller plus loin pour rompre la chaîne de la mort et de la résurrection.

## Fiche technique
- Titre : Les Faucheurs
- Titre québécois : Les Morts d'Ian Stone
- Titre original : The Deaths of Ian Stone
- Réalisation : Dario Piana
  - Premier assistant réalisateur : Martin Krauka
  - Second assistant réalisateur : Simon Downes
  - Troisième assistant réalisateur : Nick Starr
- Scénario : Brendan Hood
- Production : Stan Winston, Brian J. Gilbert et Ralph Kamp
  - Production exécutif : Steve Christian, Brendan Hood et Paul Ritchie
- Direction artistique : Gerard Bryan
- Directeur de la photographie : Stefano Morcaldo
- Chef du son : Matthew Gough
- Casting : Carrie Hilton et Tamara Notcutt
- Décors : Amanda McArthur et Bridget Menzies
- Costumes : Nancy Thompson
- Montage : Celia Haining
- Chef des effets spéciaux : John Rafique
- Chef des effets visuels : Dennis Michelson et Jesh Murthy
- Société de production : Isle of Man Film Commission, Stan Winston Productions
- Distribution :  After Dark Films
- Musique : Elia Cmiral
- Durée : 87 minutes
- Format : Couleur, 2.35 : 1 - 35mm, Dolby Digital
- Genre : Horreur
- Pays :
  - Royaume-Uni
  - États-Unis
- Langue : anglaise
- Sortie dans les salles :
  -  États-Unis : 9 novembre 2007
- Sortie en DVD/Blu-ray :
  -  Allemagne : 5 décembre 2007
  -  Canada : 18 mars 2008
  -  États-Unis : 18 mars 2008
  -  Royaume-Uni : 26 mai 2008
  -  France : 18 août 2009

## Distribution
- Mike Vogel : Ian Stone
- Jaime Murray : Medea
- Christina Cole : Jenny Walker
- Michael Feast : Gray
- Charlie Anson : Josh Garfield
- Michael Dixon : Brad Kopple
- Andrew Buchan : Ryan

## Production

### Tournage
Lieu de tournage
- Londres, Angleterre, Royaume-Uni
  - Battersea Park, Battersea
  - Charing Cross Underground Station, Charing Cross

### Musique
La bande originale du film d'Elia Cmiral est éditée par Perseverance Records, le 20 juin 2008.